# Avaz Azmudeh
Avaz Azmudeh es un deportista iraní que compitió en atletismo adaptado. Ganó tres medallas en los Juegos Paralímpicos de Verano entre los años 1992 y 2004.

## Palmarés internacional
| Juegos Paralímpicos | Juegos Paralímpicos | Juegos Paralímpicos | Juegos Paralímpicos |
| Año                 | Lugar               | Medalla             | Prueba              |
| ------------------- | ------------------- | ------------------- | ------------------- |
| 1992                | Barcelona (España)  | Medalla de plata    | Jabalina THW4       |
| 2000                | Sídney (Australia)  | Medalla de oro      | Jabalina F54        |
| 2004                | Atenas (Grecia)     | Medalla de bronce   | Jabalina F54        |